# سیارک ۹۶۴
سیارک ۹۶۴ (به انگلیسی: 964 Subamara، نامگذاری:1921KS) نهصد و شصت و چهارمین سیارک کشف شده‌است که در ۲۷ اکتبر ۱۹۲۱ و در وین کشف شد.
قدر مطلق سیارک برابر ۱۰٫۹۰ است.